# Горбуново (Курганская область)
Горбуново — железнодорожная станция (тип населённого пункта) в Петуховском районе Курганской области. Входит в состав Матасинского сельсовета.

## История
До 1917 года входила в состав Петуховской волости Ишимского уезда Тобольской губернии. По данным на 1926 год железнодорожный разъезд Горбуново состоял из 21 хозяйства. В административном отношении входил в состав Горбунешинского сельсовета Петуховского района Ишимского округа Уральской области.

## Население
| 1989 | 2002 | 2010 |
| ---- | ---- | ---- |
| 208  | ↗316 | ↘218 |

По данным переписи 1926 года на разъезде проживало 84 человека (42 мужчины и 42 женщины), в том числе: русские составляли 100 % населения.